# Partido Alternativa Real
De Partido Alternativa Real (Nederlands: Partij voor het Reële Alternatief), afgekort PAR, heette voorheen Partido Antiá Restrukturá (Nederlands: Partij voor Geherstructureerde Antillen). De nieuwe naam houdt verband met het ingaan van de nieuwe staatkundige verhoudingen in het Koninkrijk der Nederlanden op 10 oktober 2010. 

## Geschiedenis
De PAR werd opgericht naar aanleiding van het staatkundige referendum van 1993, waarin de bevolking zich met overgrote meerderheid uitsprak voor behoud en herstructurering van de Nederlandse Antillen. Dit was tegen de zin van de toenmalige Antilliaanse regering en bijna alle politieke partijen op Curaçao, die pleitten voor een 'status aparte'. De PAR kwam voort uit de groeperingen die bij het referendum campagne voerden voor behoud van de Antillen en vervolgens als alternatief voor de bestaande partijen die uitvoering wilden geven aan de keuze van de bevolking. De nieuwe partij werd dan ook in korte tijd zeer populair en behaalde bij de verkiezingen voor de Staten van de Nederlandse Antillen in 1994 de absolute meerderheid met 8 van de 14 Curaçaose zetels. Partijleider Miguel Pourier werd minister-president van een kabinet waaraan naast de PAR de sociaaldemocratische MAN, de DP Bonaire en DP Sint Eustatius, de Sint Maarten Patriotic Alliance (nu NA) en de Sabaanse WIPM deelnamen.
In 1995 won de PAR eveneens de eilandsraadsverkiezingen op Curaçao. De partij behaalde vanuit het niets 8 van de 21 zetels en vormde wederom samen met de MAN (6 zetels) een bestuurscollege. De Antilliaanse regering en het eilandsbestuur hadden de moeilijke taak de overheidsfinanciën op orde te krijgen, waarvoor het IMF een plan had opgesteld en Nederland financiële ondersteuning zou bieden. De gevolgen hiervan waren wel verhoging van de belastingen en veel ontslagen bij de overheid.
De regering zat weliswaar de volledige termijn uit, maar in 1998 verloor de PAR bij de Statenverkiezingen wel de helft van alle zetels en de drie oppositiepartijen op Curaçao (PNP, FOL en de nieuwe PLKP) vormden daarop de nieuwe landsregering. Ook bij de eilandsraadsverkiezingen in 1999 verloor de PAR (van 8 naar 5 zetels). Doordat de PNP het met de linkse partijen FOL en PLKP niet eens kon worden over de noodzakelijke bezuinigingen, blies de PNP de coalitie op en bereikte met de PAR overeenstemming over een nieuwe coalitie, waarvan Pourier wederom minister-president werd.
De snoeiharde bezuinigingen riepen echter steeds meer weerstand op en bij de Statenverkiezingen van 2002 kwam de FOL als grote winnaar uit de bus. De PAR wist onder de nieuwe partijleider Etienne Ys weliswaar haar 4 zetels te behouden, maar moest nu ook vakbondspartij PLKP in de coalitie dulden. Ys werd minister-president. In 2003 strandde deze regering naar aanleiding van de eilandsraadsverkiezingen, waarin de FOL met 8 van de 21 zetels de grootste partij werd. Vervolgens formeerde de FOL een nieuwe regering met PNP en PLKP. Door wanbeleid en oplopende spanningen binnen de coalitie en met Nederland stapte de PNP uit deze coalitie, waardoor het initiatief wederom bij de PAR kwam te liggen. Ys formeerde een nieuwe regering, waarbinnen echter spanningen bleven bestaan.
Deze werden pas enigszins opgelost door de Statenverkiezingen van 2006, waarbij de PAR een zetel won en de FOL zwaar verloor. Er kwam in maart 2006 een nieuwe regering tot stand met PNP en MAN, met als minister-president de nieuwe partijleider van de PAR, Emily de Jongh-Elhage. Eind 2006 stapte de MAN uit het kabinet vanwege onvrede over de resultaten van het bestuurlijk overleg met Nederland over de staatkundige toekomst van het eiland (zie het artikel Staatkundige hervormingen binnen het Koninkrijk der Nederlanden). De 'slotverklaring' die bij deze besprekingen werd getekend, werd enkele weken later door de eilandsraad van Curaçao verworpen. De PAR profileerde zich in de aanloop naar de eilandsraadsverkiezingen van 20 april 2007 samen met de PNP als voorstander van de inhoud van deze slotverklaring. Bij deze verkiezingen behaalde de PAR 7 zetels en werd daarmee de grootste partij van Curaçao.

## Bestuurders
Minister-president:
- 1994-1998: Miguel Pourier
- 1999-2002: Miguel Pourier
- 2002-2003: Etienne Ys
- 2004-2006: Etienne Ys
- 2006-2010: Emily de Jongh-Elhage
- 2017-heden: Eugene Rhuggenaath

Partijvoorzitter:
- 2013-2016 : Eduard Braam
- 2018-2022: Gerold Rach
- maart 2022-december 2022: Eugene Rhuggenaath
- december 2022-heden: Michel Berry